# Seznam švicarskih slikarjev
Seznam švicarskih slikarjev.

## A
- Johann Ludwig Aberli (1723-1786)
- René Charles Acht (1920-1998) (švicarsko-nemški)?
- Carolus von Aegeri (1510/15-1562)
- Eva Aeppli (1925-2015)
- Jacques-Laurent Agasse (1767-1849)
- Heinrich Altherr (1878-1947)
- Cuno Amiet (1868-1961)
- Albert Anker (1831-1910)
- Hans Asper (1499-1571)
- René Auberjonois (1872-1957)

## B
- Balthus (Balthasar Klossowski de Rola) (1908-2001) (polj./fr.-švicarski)
- Aimé Barraud (1902–1954)
- François Barraud (1899-1934)
- Fritz Bernhard (1895-1966)
- Auguste-Henry Berthoud (1829-1887) (francosko-švicarski)
- Heinrich Bichler (1466-1497)
- Max Bill (1908-1994) (švicarsko-nemški)
- Peter Birkhäuser (1911-1976)
- Peter Birmann (1758-1844)
- Samuel Birmann (1793-1847)
- François Bocion (1828-1890)
- Arnold Böcklin (1827-1901)
- Karl Bodmer (1809-1893)
- Paul Bodmer (1886-1983)
- Eugen Bracht (1842-1921) (švic.-nem.?)
- Mark Staff Brandl (1955)
- Hans Brühlmann (1878-1911)
- Frank Buchser (1828-1890)
- Hans Burkhardt (1904-1994)

## C
- Alexandre Calame (1810-1864)
- Jean-Edouard de Castella (1881-1966)
- Antonio Ciseri (1821–1891) (švic.-it.)
- Jean-François Comment (1919-2002)
- Jean Crotti (1878-1958)

## D
- Helen Dahm (1878-1968)
- Lily Daneu Giachery (1892-1970)
- Adolf Dietrich (1877-1957)
- Martin Disler (1949-1996)
- Martin Disteli (1802-1844)
- Frédéric Dufaux (1852-1943)
- Henri Dufaux (1879-1980)

## E
- Ignaz Epper (1892-1969)
- Hans Erni (1909-2015)

## F
- Hans Fries (1465-1523)
- Henry Fuseli (Johann Heinrich Füssli) (1741-1825) (švicarsko-angleški)

## G
- Franz Gertsch (1930-2022)
- Salomon Gessner (1730-1788)
- Lily (Daneu) Giachery (1892-1970)
- Lily Giachery (1907-1994)
- Alberto Giacometti (1901-1966)
- Augusto Giacometti (1877-1947)
- Giovanni Giacometti (1868-1933)
- H. R. Giger (1940-2014)
- Wilhelm Gimmi (1886-1965)
- Fritz Glarner (1899-1972)
- Camille Graeser (1892-1980)
- Urs Graf (1485-1529)
- Anton Graff (1736-1813)
- Eugène Grasset (1845-1917) (švicarsko-franc. dekorater)
- Georg Gsell (1673-1740)
- Max Gubler (1898-1973)

## H
- Martha Haffter (1873-1951)
- Jakob Emanuel Handmann (1718-1781)
- Hieronymus Hess (1799-1850)
- Ferdinand Hodler (1853-1918)
- Hans Holbein mlajši (~1497–1543)
- Johann Rudolf Huber (1668-1748)
- Alfonso Hüppi (1935-)

## I
- Rolf Iseli (1934)
- Johannes Itten (1888-1967)

## J
- Karl Jauslin (1842-1904)

## K
- Angelika Kauffmann (1741-1807) (švic.-angl.-ital.)
- Albert Keller (1844-1920) (švic.-nemški)
- (Gottfried Keller)
- Lily Klee (1876-1946)
- Paul Klee (1879-1940)
- Setsuko Klossowska de Rola
- Oskar Kokoschka (avstr.-švicarski)
- Rudolf Koller (1828-1905)
- Ernst Kreidolf (1863-1956)

## L
- Hans Leu (1460-1507)
- Jean-Étienne Liotard (1702-1789)

## M
- Niklaus Manuel (1484-1530)
- Barthélemy Menn (1815-1893)
- Otto Meyer-Amden (1885-1933)
- Gottfried Mind (1768-1814)
- Louis Moilliet (1880-1962)
- Pier Francesco Mola (1612-1666) (švic.-it.)
- Max von Moos (1903-1979)
- Ernst Morgenthaler (1887-1962)
- George Michael Moser (1706–1783) (švicarsko-angleški)

## P
- Gian Pedretti (1926-)
- Alfred Heinrich Pellegrini (1881-1958)
- Jean Petitot (1607-1691)
- Branimir Petrović (hrv.-fr.-švicarski karikaturist...) (1888-1957)
- Eduard Pfyffer (1836-1899)
- Roger Pfund (1943)
- Celestino Piatti (1922-2007)
- Oswald Pilloud (1873-1946)
- Hans (Marsilius) Purrmann (1880–1966) (nem.-švicarski)

## R
- Rafael Ritz (1829-1894)
- Ottilie Roederstein (1859-1937) (švicarsko-nemška)
- Diter Rot (Dieter Roth) (1930-1998) (nemško-švicarski)

## S
- Eugenio Santoro (1920-2006) (ital.-švicarski)
- Ernst Emil Schlatter (1883-1954)
- Albert Schnyder (1898-1989)
- Johann Robert Schürch (1895-1941)
- Carlos Schwabe (1866-1926) (nem.-švicar.)?
- Hans Kaspar Schwarz (1891-1966)
- Christine Schwarz-Thiersch (1908-1992) (nemško-švicarska)
- Giovanni Segantini (1858-1899) (italijansko-švicarski)
- Adolf Stäbli (1842-1901)
- Théophile Steinlen (1859-1923)
- Tobias Stimmer (1539-1584)
- Ernst Stückelberg (1831-1903)
- Hanns Studer (1920-2018)
- Viktor Surbek (1885-1975)

## T
- Sophie Taeuber-Arp (1889-1943)
- Carpoforo Tencalla (1623-1685)
- Jean Tinguely (1925-1991)
- Adam Töpffer (1766-1847)
- Niele Toroni (1937)

## V
- Félix Vallotton (1865-1925)
- Ludwig Vogel (1788-1879)
- Denise Voïta (1928-2008)

## W
- Heini Waser (1913-2008)
- Albert Welti (1862-1912)
- Marianne von Werewkin (1860-1938) (rusko-nemško-švicarska)
- Marquard Wocher (1860-1830)
- Caspar Wolf (1735-1783)